# Methyleugenol
Methyleugenol is een organische verbinding die in de natuur voorkomt in de etherische olie van een aantal planten waaronder basilicum, nootmuskaat, steranijs en dragon. Methyleugenol wordt gebruikt als smaak- en aromastof in veel voedingswaren zoals gebak (koek), niet-alcoholische dranken, kauwgum, ijscrème, en als aromastof in verschillende cosmetische producten. Het komt ook voor in medicinale kruidenproducten bereid op basis van die kruiden.

## Toxicologie en veiligheid
Methyleugenol is een aromatische stof die behoort tot de allylalkoxybenzenen, samen met onder meer estragol en safrol. Van deze stoffen wordt vermoed dat ze kankerverwekkend zijn. In het elfde Report on Carcinogens uit 2006 van het Amerikaanse Department of Health and Human Services is methyleugenol aangeduid als reasonably anticipated to be a human carcinogen (dat is een stof waarvan redelijkerwijs verwacht wordt dat ze kankerverwekkend is voor de mens).
Het wetenschappelijk comité voor voedsel van de Europese Unie heeft in 2001 besloten dat methyleugenol aantoonbaar genotoxisch en carcinogeen is. Voor dergelijke stoffen kan er geen veilige drempelwaarde voor blootstelling aangeduid worden; het wetenschappelijke comité dat de opinie opstelde, stelde daarom aan de Europese Commissie voor om beperkingen aan de gebruikte hoeveelheden van de stof in te voeren.
Het carcinogene karakter van methyleugenol is gebleken uit dierproeven. Zowel bij ratten als muizen veroorzaakte de stof verschillende types kanker, vooral in de lever, en dit reeds bij de laagst toegediende dosis. Daarbij is het metaboliet van methyleugenol, 1'-hydroxymethyleugenol, sterker kankerverwekkend en genotoxisch dan methyleugenol zelf.
Voor de medicinale kruidenproducten waarin methyleugenol voorkomt heeft het Europese Geneesmiddelenbureau in 2004 besloten dat er geen significant kankerrisico verbonden is aan het normale gebruik van dergelijke producten bij volwassenen.

## Reglementering
Voor cosmetische producten heeft de Europese Unie maximumgehalten voor methyleugenol vastgesteld. Omdat de stof van nature voorkomt in etherische oliën die in cosmetische producten worden gebruikt, is er geen volledig verbod opgelegd. Methyleugenol mag niet als dusdanig aan de producten worden toegevoegd, maar enkel via die etherische oliën.
Voor levensmiddelen zijn methyleugenol en estragol in de Europese Unie niet meer toegelaten als aromastoffen.